# Likurg (spartanski zakonodavac)
Likurg (grčki: Λυκοῦργος, Lukoûrgos; (950 pr. Kr.) spartanski zakonodavac i začetnik spartanskog vojničkog društva. Prema predaji Spartanci su ga uzeli kao zakonodavca i tvorca ustava kako bi spriječili česte nemire u državi. Građani s jedne strane nisu željeli apsolutnu moć dvaju kraljeva koji su formalno bili na čelu države, a s druge aristokrati nikako ne bi prihvatili demokraciju.
Likurg odlazi u Delfe gdje traži mišljenje proročišta. Dobiva odgovor da mu Apolon daje moć i da će imati ustav bolji od bilo kojeg postojećeg. Tako potkrepljeni zakoni nazivaju se retra i smatraju sankcijama ili zakonima od bogova dobivenima. Retra tako zabranjuje pisane zakone pa se cjelokupno zakonodavstvo prenosi usmenom predajom.
Cijelo društvo postalo je podređeno disciplini i boljitku države. Spartijatima je bilo zabranjeno baviti se bilo čime doli vještinama koje bi od njih načinile dobre vojnike. U tu svrhu, djecu Spartanaca Likurg nije smatrao vlasništvom očeva već države. Od najranije mladosti djeca Spartanaca oduzimala bi se roditeljima i započinjala agogu, strog državni odgoj kojim su učeni disciplini, pokornosti, vojnoj vještini i neustrašivosti. Jedna retra odnosi se na vojevanje i zabranjuje česte vojne pohode protiv istih neprijatelja kako ovi ne bi postali iskusni u ratovanju sa Spartancima.
Neki suvremeni povjesničari smatraju da je ustrojstvo Sparte vrlo blisko ostvarenju komunizma. Ponajprije što jednom od prvih reformi oduzima aristokratima zemljišta i ponovno ga dijeli ravnopravno među svim građanima. Osim te lako je pronaći i druge sličnosti s komunizmom; praktično je ukinut novac. Onaj koji se koristio u Sparti bio je bezvrijedan bilo gdje drugdje. Nije bio izrađen od uobičajenih plemenitih kovina već od običnog željeza, a po lijevanju hladili su ga u octu kako bi bio neupotrebljiv za ponovno pretapanje. Također, da podstakne zajedništvo, Likurg zabranjuje obroke kod kuće. Svi Spartanci hrane se u zajedničkim blagovaonicama bez obzira na status ili ugled otklanjajući dodatno zavist.
Zakoni u Sparti omogućili su ženama slobodu neviđenu bilo gdje u tadašnjem grčkom svijetu. Mogle su se baviti sportom (hrvanjem, trčanjem te bacanjem koplja i diska) i to u grčkom stilu, bez odjeće. Ako spartanska žena nakon nekog vremena u braku ne bi zanijela bilo joj je dopušteno da ode od muža i pronađe nekoga s kime će dobiti dijete. Naravno, niti jedno od ovih dopuštanja nije bilo inspirirano feminizmom već željom za dobivanjem što zdravijeg i boljeg potomstva koje će državi omogućiti daljnji napredak.
Grčko društvo u potpunosti je bilo robovlasničko, no Sparta je bila posebno okrutna prema svojim robovima - helotima. Nisu pripadali pojedincu već su bili u vlasništvu države i raspoređivani su prema zemljištima. Sa zemlje koju su obrađivali morali su davati utvrđen dio državi, a višak su koristili za vlastitu egzistenciju. Prema Plutarhu, višak je bio itekako teško dostići. Helota je bilo barem deset puta više od Spartanaca pa su ovi držali ih u neprestanom strahu i disciplini, a od tuda dolazi i izreka: "Slobodan čovjek je u Sparti slobodniji više nego igdje, ali je i rob više rob nego igdje."
Predaja kaže da Likurg pred kraj života još jednom odlazi do Delfskog proročišta kako bi dobio savjet. Pri odlasku dobiva zakletvu sugrađana kako neće nikako dirati u zakone do njegova povratka. Proročište mu odgovara da su sada zakoni dobri i da se Sparti ništa neće dogoditi dok ih se drži. Tada Likurg odlući ne vratiti se u Spartu već umire u tuđini kako bi Spartance zauvijek obavezala zakletva o nepromjenjivosti zakona.
Utjecaj Likurga vidljiv je i u djelima Platona, Diogena i Zenona koji hvale njegove zakone i njihovu čistoću.